# Vítkovce
Vítkovce (allemand : Wittkensdorf) est un village de Slovaquie situé dans la région de Košice.

## Histoire
Première mention écrite du village en 1279.

## Démographie

### Évolution de la population
| Année:               | 1994. | 2004.    | 2014.    | 2024.    |
| -------------------- | ----- | -------- | -------- | -------- |
| Nombre de personnes: | 418   | 523      | 605      | 671      |
| Différence:          |       | +25,11 % | +15,67 % | +10,90 % |

| Année:               | 2023. | 2024.   |
| -------------------- | ----- | ------- |
| Nombre de personnes: | 649   | 671     |
| Différence:          |       | +3,38 % |